# Lomas Altas Uno y Dos
Lomas Altas Uno y Dos är en ort i Mexiko.   Den ligger i kommunen Playas de Rosarito och delstaten Baja California, i den nordvästra delen av landet, 2 300 km nordväst om huvudstaden Mexico City. Lomas Altas Uno y Dos ligger 208 meter över havet och antalet invånare är 350.
Terrängen runt Lomas Altas Uno y Dos är platt åt nordväst, men åt sydost är den kuperad. Terrängen runt Lomas Altas Uno y Dos sluttar västerut.  Närmaste större samhälle är Tijuana, 17,4 km norr om Lomas Altas Uno y Dos. Omgivningarna runt Lomas Altas Uno y Dos är i huvudsak ett öppet busklandskap.